# Voetbalbond van Servië en Montenegro
De FSSCG of de Fudbalski Savez Srbije i Crne Gore was tussen 1993 en 2006 de voetbalbond van Servië en Montenegro. De FSSCG organiseerde de competities in Servië en Montenegro en was ook verantwoordelijk voor het voetbalelftal van Servië en Montenegro. Na de onafhankelijkheid van Montenegro is de bond opgegaan in de Servische voetbalbond.
Albanië · 
Andorra · 
Armenië · 
Azerbeidzjan · 
België · 
Bosnië-Herzegovina · 
Bulgarije · 
Cyprus · 
Denemarken · 
Duitsland · 
Engeland · 
Estland · 
Faeröer · 
Finland · 
Frankrijk · 
Georgië · 
Gibraltar · 
Griekenland · 
Hongarije · 
Ierland · 
IJsland · 
Israël · 
Italië · 
Kazachstan · 
Kosovo · 
Kroatië · 
Letland · 
Liechtenstein · 
Litouwen · 
Luxemburg · 
Malta · 
Moldavië · 
Montenegro · 
Nederland · 
Noord-Ierland · 
Noord-Macedonië · 
Noorwegen · 
Oekraïne · 
Oostenrijk · 
Polen · 
Portugal · 
Roemenië · 
Rusland · 
San Marino · 
Schotland · 
Servië · 
Slovenië · 
Slowakije · 
Spanje · 
Tsjechië · 
Turkije · 
Wales · 
Wit-Rusland · 
Zweden · 
Zwitserland